# Mojca Fatur
Mojca Fatur, slovenska gledališka in filmska igralka, * 5. september 1978, Izola.
Leta 2001 je diplomirala na Akademiji za gledališče, radio, film in televizijo v Ljubljani in igrala v Slovenskem narodnem gledališču Drama Ljubljana, Gledališču za otroke in mlade, Prešernovem gledališču Kranj, Špas teatru, Slovenskem narodnem gledališču Nova Gorica, Mestnem gledališču Ptuj in Gledališču Koper. Nastopila je v več celovečernih in kratkih filmih ter serijah. Na Festivalu slovenskega filma 2015 je prejela vesno za igralko leta za film Štiri stvari, ki sem jih želel početi s tabo.

## Zasebno
Mojca Fatur je mati trem otrokom. Iz zakona z režiserjem Luko Martinom Škofom ima hčer Milo, kasneje pa sta s partnerjem Klemenom Slakonjo, s katerim sta v razmerju od leta 2011, dobila še dva sinova; sin Ruj se je rodil leta 2012, Lev pa leta 2015.
Leta 2016 so ji diagnosticirali mielodisplastični sindrom. Zdravniki so bolezen opredelili kot neozdravljivo, vendar jo je Faturjeva po več letih samozdravljenja uspešno premagala in popolnoma ozdravela. O bolezni je javno spregovorila leta 2020.

## Filmografija
- Baron Codelli in legenda o Tarzanu (2016, celovečerni igrano dokumentarni film)
- Štiri stvari, ki sem jih želel početi s tabo (2015, celovečerni igrani film)
- Srebrna koža (2009, kratki igrano-animirani film)
- Skriti spomin Angele Vode (2009, celovečerni igrani TV film)
- Lahinja: rečne zgodbe vodnega kroga (2008, srednjemetražni dokumetarno-igrani film)
- Vučko (2007, kratki igrani film)
- Odgrobadogroba (2005, celovečerni igrani film)
- Srce je kos mesa (2003, kratki igrani film)
- Tišina pred nevihto (2000, študijski igrani film)
- Cesta (2000, diplomski igrani film)
- Peta hiša na levi (2000, TV nadaljevanka)
- Lesi se vrača (2000, kratki igrani film)
- Krt v vrtcu (1999, TV etuda)
- V leru (1999, celovečerni igrani film)
- Veter (1999, TV etuda)

## Nagrade
Mojca Fatur je prejemnica več nagrad:
- 2015 – Stopova igralka leta (za vlogo v filmu Štiri stvari, ki sem jih želel početi s tabo v režiji Mihe Knifica)
- 2015 – vesna za najboljšo žensko glavno vlogo na 18. festivalu slovenskega filma (Štiri stvari, ki sem jih želel početi s tabo)
- 2010 – žlahtna komedijantka na festivalu Dnevi komedije v Celju za vlogo Evgenije (E. Petrolini Chicchignola, Gledališče Koper)
- 2000 – zlata paličica za vlogo Zvezdice Zaspanke (Zvezdica Zaspanka, GOML)
- 2000 – Stopova nagrada za mlado igralko za vlogo Ane v filmu V leru